# Euphausia pacifica
Euphausia pacifica (лат.) — пелагический вид ракообразных из семейства эвфаузиид (Euphausiidae) отряда эвфаузиевых (Euphausiacea).
Длина тела до 25 мм. Рострум на карапаксе отсутствует, срединный выступ на карапаксе слабый, на спине нет килей, а в середине боковых краёв по крепкому зубу. Глаза большие, округлые, не разделены перетяжкой. Первые шесть пар грудных ножек одинакового строения. Эндоподитов на грудных ножках 7-8-й пар нет, их экзоподиты одночлениковые, палочковидные. На брюшке нет зубцов и килей. Обитает в северной части Тихого океана на юг до Корейского полуострова, Японских островов и Калифорнии. Встречается на глубине от 100 до 1000 м. Питается одноклеточными водорослями или мелкими науплиями, такими как Artemia sp. Обычно кормление происходит ночью и на глубине 100 м. Охранный статус вида не определён, он безвреден для человека. E. pacifica вылавливают на севере мыса Инубо. Ежегодный вылов в японских морях ограничен правительственными постановлениями до 70 000 тонн. Также вылавливается, хотя и в меньших масштабах, в водах Британской Колумбии, Канада.
Является основным продуктом питания для различных рыб, в том числе тихоокеанской трески, минтая, японской скумбрии, песчанковых, орегонской мерлузы, тихоокеанской сельди, колючих акул, угольной рыбы, тихоокеанского белокорого палтуса, чавычи и кижуча.